# Emiel Verstrynge
Emiel Verstrynge (4 februari 2002) is een Belgisch veldrijder, afkomstig uit het Oost-Vlaamse Adegem, een deelgemeente van Maldegem.

## Jeugd
Verstrynge was een verdienstelijk voetballer in de jeugdcategorieën, maar koos op 14-jarige leeftijd definitief voor veldrijden. Hij reed zijn eerste  Belgisch kampioenschap bij de nieuwelingen in 2018 in Koksijde waar hij als achtste eindigde.  Een jaar later won hij drie wedstrijden bij de junioren, waaronder het provinciaal kampioenschap veldrijden bij de juniores in Hamme.  In het seizoen 2019-2020 won hij twee wedstrijden. Zowel op het Belgisch Kampioenschap als op het Wereldkampioenschap werd hij derde. Beide keren moest hij landgenoten Thibau Nys en Lennert Belmans voor laten. 
Deze sterke prestaties wekten de interesse van het nieuwe Wanty-Gobert-Tormans CX-team. Op zijn achttiende verjaardag tekende Emiel in 2020 een contract voor drie jaar bij het nieuwe veldritteam met ploegleider Bart Wellens.

## Carrière

### Veldrijden
In het seizoen 2020-2021 reden door Covid19 de beloften en de profs samen in 1 wedstrijd. Toch behaalde Verstrynge tweemaal een toptienplaats in Gullegem en Steinmaur. Op het Belgisch kampioenschap bij de elite werd hij veertiende, als tweede belofte (na Timo Kielich). Op de Wereldkampioenschappen veldrijden 2021 in Oostende eindigde hij op de vierde plaats na Pim Ronhaar, Ryan Kamp en Timo Kielich. Datzelfde jaar won hij ook zijn eerste wegwedstrijd in Wetteren en reed hij zijn eerste rittenwedstrijd op de weg: de Ronde van de Aostavallei waar hij tiende werd in het jongerenklassement.

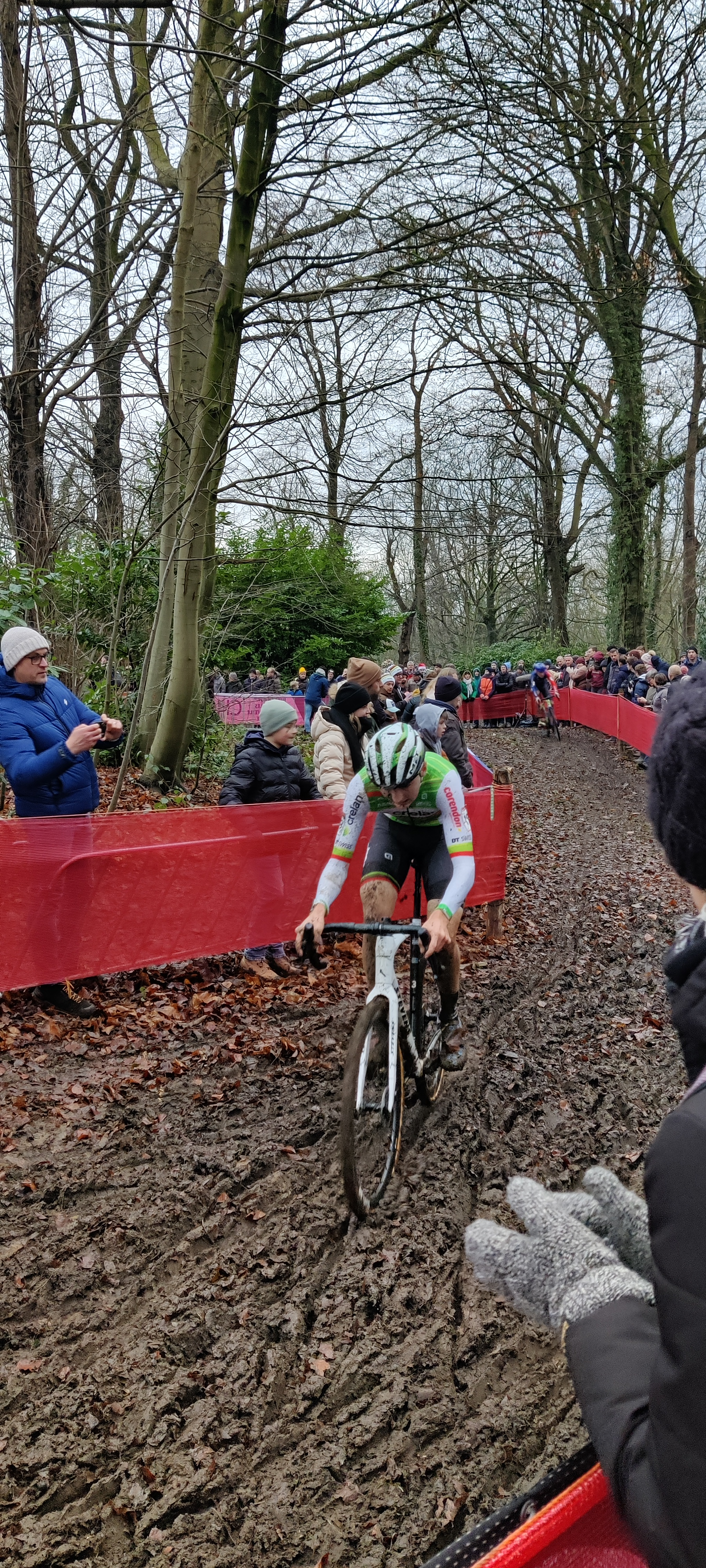
Verstrynge tijdens de wereldbekercross in Gavere (2024), waar hij als vijfde eindigde

Op 9 januari 2022 behaalde Verstrynge zijn grootste overwinning tot nog toe. Verstrynge reed in Lombardsijde naar zijn eerste Belgische titel. Na een spannende cross kon hij Jente Michels achterlaten in het zand en kwam hij solo over de meet. Een paar weken later haalde hij op 29 januari een sterke tweede plek in Fayetteville op het Wereldkampioenschap veldrijden 2022, bij de beloften. Tormans-teammaat Wyseure kwam als eerste over de lijn. Thibau Nys kwam achter Verstrynge toe om het een volledig Belgisch podium te maken. Tussendoor won Verstrynge ook de wereldbekerwedstrijd voor beloften in het Franse Flamanville.  

### Wegwielrennen
Kort na het behalen van zijn Belgische titel en zilveren medaille op het WK kreeg Verstrynge van een aantal teams voorstellen om een profcontract te tekenen. Uiteindelijk koos hij voor Alpecin-Fenix, waar hij met ingang van 1 maart prof werd bij het continentale beloftenteam. Deze overstap, die hij samen met Joran Wyseure maakte, zorgde voor veel beroering. Verstrynge tekende er een contract van drie jaar en reed in het voorjaar van 2022 zijn eerste wegwedstrijden voor zijn nieuwe team. In de Alpes Isère Tour werd hij 17de in de eindstand. Later volgden  nog een 9de plaats in de eindstand van het jongerenklassement van de Tour de l'Eure et Loire en een 11de plaats in de eindstand van de gereputeerde Giro della Vallée d'Aosta.   
Als afsluiter van dat wegseizoen won Verstrynge ook de Giro della Regione Friuli Venezia Giulia, een vierdaagse rittenwedstrijd in Italië. Hij won deze wedstrijd met amper één seconde voorsprong.

## Palmares

### Veldrijden

#### Resultatentabel elite
| Seizoen   |    | WK | EK | BK |    | Klassementen | Klassementen | Klassementen | Klassementen | Klassementen |       | UCI- ranking |   | Podia | Podia | Podia | Aantal crossen |
| Seizoen   | WB | WK | EK | BK | SP | Trofee       | TOI          | Swiss        | Goud         | Zilver       | Brons | UCI- ranking |   |       |       |       | Aantal crossen |
| --------- | -- | -- | -- | -- | -- | ------------ | ------------ | ------------ | ------------ | ------------ | ----- | ------------ | - | ----- | ----- | ----- | -------------- |
| 2023-2024 |    | –  | –  | –  |    | 20e          | 27e          | 30e          | –            | –            |       | –            |   | –     | –     | -     | -              |
| 2024-2025 | 5e |    | 5e |    |    |              |              |              |              |              | 1     | 2            | 3 |       |       |       |                |
| Totaal    |    | –  | –  | –  |    | –            | –            | –            | –            | –            | -     | –            |   | -     | 1     | 2     | 3              |

#### Podiumplaatsen elite
| Legenda                       |
| ----------------------------- |
| Wereldkampioenschappen        |
| Continentale kampioenschappen |
| Nationale kampioenschappen    |
| Wereldbeker                   |
| Superprestige                 |
| Trofee                        |
| Overige veldritten            |

| Nr.           | Seizoen       | Datum            | Veldrit                    | Cat.          | Wedstrijdserie         |               |
| Overwinningen | Overwinningen | Overwinningen    | Overwinningen              | Overwinningen | Overwinningen          | Overwinningen |
| 2e plaatsen   | 2e plaatsen   | 2e plaatsen      | 2e plaatsen                | 2e plaatsen   | 2e plaatsen            | 2e plaatsen   |
| ------------- | ------------- | ---------------- | -------------------------- | ------------- | ---------------------- | ------------- |
| 1.            | 2024-2025     | 5 januari 2025   | Ambiancecross, Dendermonde | CDM           | Wereldbeker veldrijden | [ 1 ]         |
| 3e plaatsen   |               |                  |                            |               |                        |               |
| 1.            | 2024-2025     | 15 december 2024 | Citadelcross, Namen        | CDM           | Wereldbeker veldrijden | [ 2 ]         |
| 2.            | 2024-2025     | 1 januari 2025   | GP Sven Nys, Baal          | C1            | X²O Badkamers Trofee   | [ 3 ]         |

### Wegwielrennen
2022
Eind- en jongerenklassement Giro della Regione Friuli Venezia Giulia

## Resultaten in voornaamste wedstrijden
| Jaar | Ronde van Italië | Ronde van Frankrijk | Ronde van Spanje |
| ---- | ---------------- | ------------------- | ---------------- |
| 2025 |                  | 65e                 |                  |

| Jaar | Amstel Gold Race | Luik-Bast.‑Luik | Waalse Pijl | Clásica San Sebastián |
| ---- | ---------------- | --------------- | ----------- | --------------------- |
| 2025 | 75e              | 14e             | 40e         | opgave                |

## Ploegen
- 2025 –  Alpecin-Deceuninck